# Кулуар Нортона
Кулуа́р Но́ртона (англ. Norton Couloir), він же Великий кулуар (англ. Great Couloir) і Північний кулуар — гірський кулуар, ущелина, що круто піднімається, на Північній стіні Джомолунгми (територія Тибетського автономного району КНР). Розташований на схід від вершини-піраміди і розширюється в 150 м нижче вершини. Через нього можливо обійти Три сходинки при сходженні на вершину з північного боку Джомолунгми, а також уникнути переходу по відкритому усім вітрам Північно-східному гребеню.

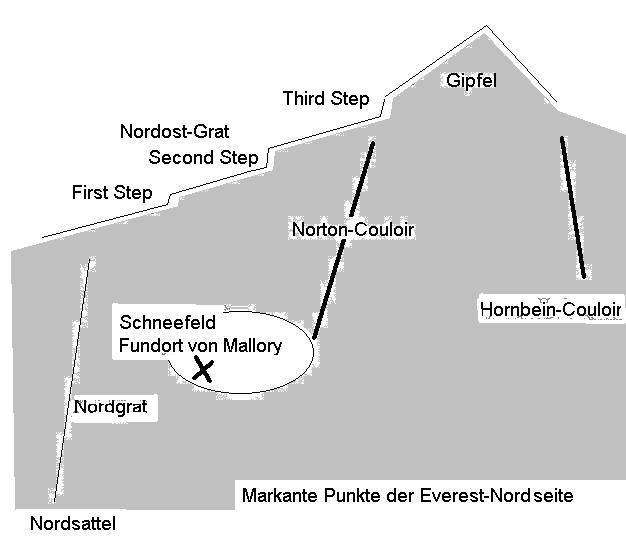
Схема кулуарів з північного боку Евереста

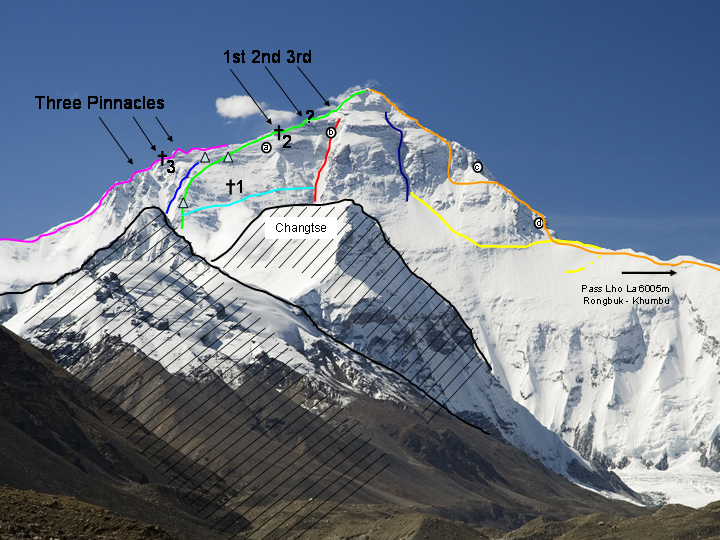
Джомолунгма, Північна стіна. Червона лінія — Кулуар Нортона, синя, — Кулуар Горнбейна. Яскраво-зелена — стандартний північний маршрут сходження, блакитна — траверс Месснера (1980). Траверс Е. Ф. Нортона пролягав десь між блакитною і яскраво-зеленою лініями.

На тій же Північній стіні, але на захід від вершини, розташований Кулуар Горнбейна.

## Походження назви
Кулуар був названий на честь британського альпініста Едварда Фелікса Нортона, учасника експедиції 1924 року. Він був першою людиною, що ступила в цю ущелину, і він же 4 червня 1924 року, не використовуючи кисневих приладів, зумів піднятися по цьому кулуару до висоти близько 8570 м н.р.м. Це стало світовим рекордом висоти сходження, що протримався багато років. Але зійти на вершину Джомолунгми Едварду Нортону так і не пощастило.

## Соло-сходження Месснера
Пройти по цьому кулуару далі за Едварда Нортона вдалося тільки 20 серпня 1980 р. італійському альпіністові Райнгольду Месснеру. Він теж йшов без кисневих балонів, але зумів самостійно дійти до вершини і повернутися, ставши першим альпіністом на цьому маршруті сходження.

## Інші сходження через Кулуар Нортона
У 1984 році австралійська експедиція успішно пройшла новий маршрут сходження на Джомолунгму. З Головного Ронгбука альпіністи відразу ж стали підійматися на Північну стіну і встановили свій Табір III біля нижнього входу в кулуар на висоті 7500 м н.р.м., а потім штурмовий табір на висоті 8150 м. Учасники тієї експедиції Тім Макартні-Снейп і Грег Мортімер, що також не використали кисневі балони, 2 жовтня 1984 р. стали першими австралійцями, що досягли вершини Джомолунгми.
У 2001 році молодий французький сноубордист Мазко Сиффреді здійснив перший в історії спуск на сноуборді з Джомолунгми — він спускався по Кулуару Нортона. Через рік він повернувся на Джомолунгму і спробував з'їхати на сноуборді по Кулуару Горнбейна, де і загинув.